# Iris kemaonensis
Iris kemaonensis är en irisväxtart som beskrevs av Nathaniel Wallich och David Don. Iris kemaonensis ingår i släktet irisar, och familjen irisväxter. Inga underarter finns listade i Catalogue of Life.

## Bildgalleri

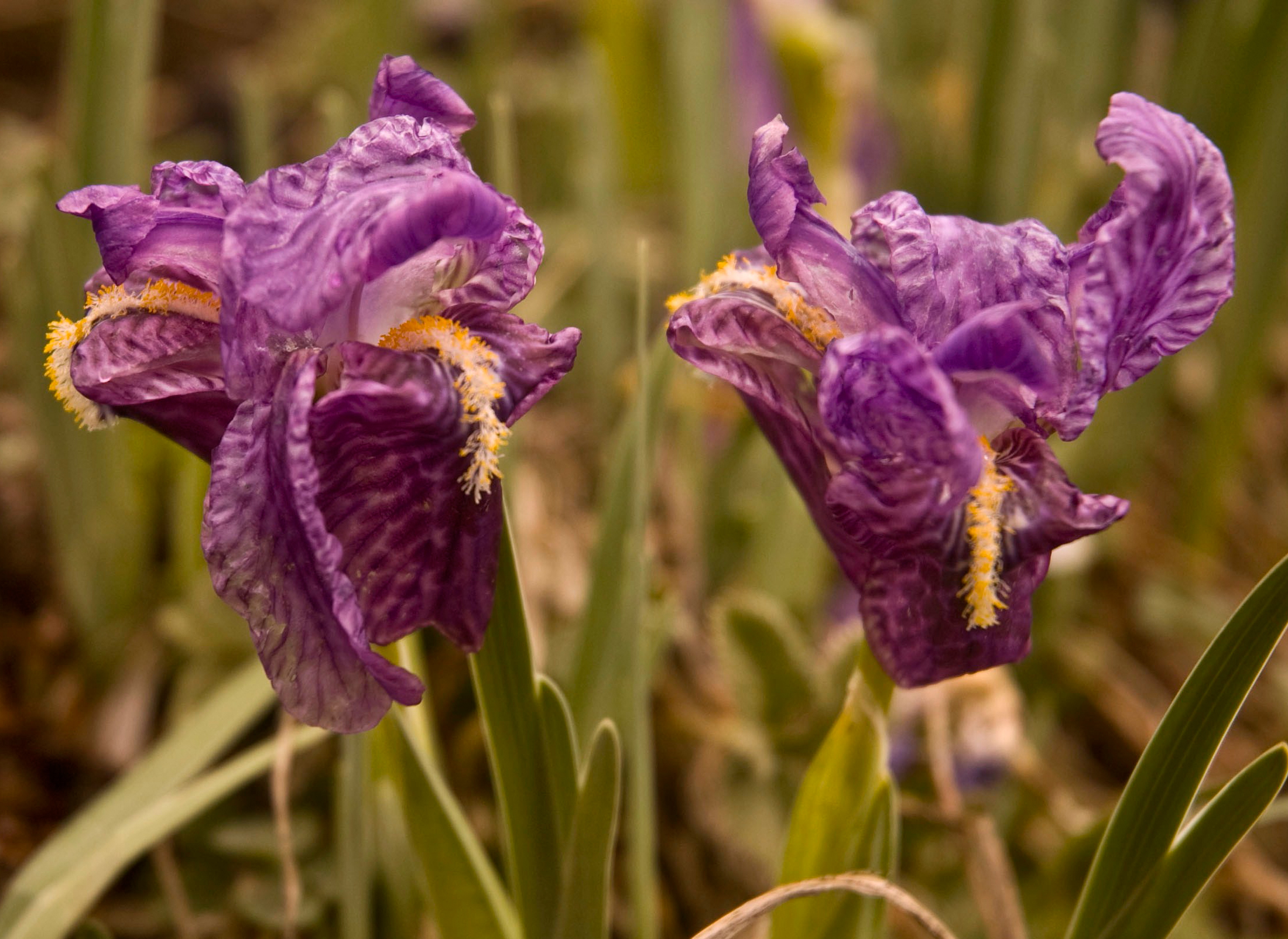